# اورمولوم
اورمولوم یک نسخه خطی منظوم به زبان انگلیسی میانه و متعلق به سده ۱۲ میلادی می‌باشد که تفسیری از کتاب مقدس است. این اثر که دارای کمتر از ۱۹٫۰۰۰ خط است توسط یک راهب به نام آورم یا اورمین نوشته شده‌است. اورمولوم به دلیل استفاده از آواشناسی و دستور خط منحصر به فرد توسط نویسنده، بسیاری از جزئیات تلفظ انگلیسی موجود در زمانی که این زبان در ناپایداری و دگرگونی پس از حمله نرمن‌ها را داشته‌است، حفظ نموده‌است؛ بنابراین اورمولوم برای متن‌شناسان از این حیث که قادر خواهند بود چگونگی دگرگونی و تغییر زبان را ترسیم نمایند، ارزشمند می‌باشد.
پس از دیباچه و تقدیم‌نامه اثر، مجموعه با مواعظ و پندهای مربوط به متون کتاب مقدس که در مورد قربانی مقدس و عشای ربانی در طول سال کلیسایی است، ادامه پیدا می‌کند.